# Harira
Harira je juha koja se radi za vrijeme trajanja ramazanskog posta u mjesecu ramazanu, u muslimanskome svijetu.
Njome i molitvom prekida se ramazanski post svake večeri pri zalasku sunca, cijelog tog ramazanskog mjeseca.